# Orion Outerbridge
Orion Outerbridge, né le 25 septembre 1988 à Boston, Massachusetts, est un joueur américain de basket-ball. Il évolue au poste d'ailier fort.

## Biographie
En 2012, il signe son premier contrat professionnel en Chypre à l'AEL Limassol.
Le 13 mars 2013, il signe en Grèce au Kolossos Rhodes.
Le 1er novembre 2013, Outerbridge est sélectionné par les Warriors de Santa Cruz à la 16e position, au troisième tour de la draft 2013 de la D-League. Le 4 janvier 2014, il est libéré par les Warriors de Santa Cruz.
Le 3 mars 2014, il rejoint le Skyforce de Sioux Falls.
Le 11 août 2014, il signe en Chypre à Keravnos Strovolou. Le 20 octobre 2014, il quitte Keravnos Strovolou.
Le 30 octobre 2014, il retourne chez le Skyforce de Sioux Falls. Le 8 novembre 2014, il est coupé par le Skyforce de Sioux Falls.
Le 17 août 2015, il signe en Espagne au CB Tarragone.
Le 15 juin 2016, il signe en France au BC Gries-Oberhoffen, promu en Nationale 1.

## Statistiques

### Universitaires
Les statistiques en matchs universitaires d'Orion Outerbridge sont les suivantes :
| Saison    | Équipe       | Matchs | Titul. | Min./m | % Tir | % 3pts | % LF | Rbds/m. | Pass/m. | Int/m. | Ctr/m. | Pts/m. |
| --------- | ------------ | ------ | ------ | ------ | ----- | ------ | ---- | ------- | ------- | ------ | ------ | ------ |
| 2008-2009 | Rhode Island | 8      | 0      | 3,8    | 61,5  | 0,0    | 62,5 | 0,62    | 0,12    | 0,00   | 0,12   | 2,62   |
| 2009-2010 | Rhode Island | 35     | 0      | 15,1   | 49,7  | 0,0    | 67,8 | 2,97    | 0,26    | 0,20   | 0,86   | 5,89   |
| 2010-2011 | Rhode Island | 21     | 0      | 17,7   | 55,2  | 83,3   | 70,0 | 3,00    | 0,43    | 0,10   | 0,67   | 6,76   |
| 2011-2012 | Rhode Island | 31     | 30     | 30,2   | 42,2  | 28,0   | 64,8 | 6,84    | 0,39    | 0,74   | 1,84   | 12,58  |
| Total     |              | 95     | 30     | 19,7   | 46,6  | 31,8   | 66,5 | 4,04    | 0,33    | 0,34   | 1,07   | 7,99   |

### Professionnelles

#### En D-League
| Saison    | Équipe      | Matchs | Titul. | Min./m | % Tir | % 3pts | % LF | Rbds/m. | Pass/m. | Int/m. | Ctr/m. | Pts/m. |
| --------- | ----------- | ------ | ------ | ------ | ----- | ------ | ---- | ------- | ------- | ------ | ------ | ------ |
| 2013-2014 | Santa Cruz  | 11     | 0      | 12,0   | 57,1  | 0,0    | 53,8 | 3,09    | 0,55    | 0,18   | 0,45   | 4,27   |
| 2013-2014 | Sioux Falls | 5      | 0      | 5,4    | 60,0  | 0,0    | 66,7 | 1,20    | 0,00    | 0,00   | 0,60   | 2,00   |
| Total     |             | 16     | 0      | 9,9    | 57,5  | 0,0    | 57,9 | 2,50    | 0,38    | 0,12   | 0,50   | 3,56   |

#### En Europe
| Saison    | Équipe                           | Matchs | Titul. | Min./m | % Tir | % 3pts | % LF | Rbds/m. | Pass/m. | Int/m. | Ctr/m. | Pts/m. |
| --------- | -------------------------------- | ------ | ------ | ------ | ----- | ------ | ---- | ------- | ------- | ------ | ------ | ------ |
| 2012-2013 | Proteas EKA AEL (Division A)     | 10     | 10     | 37,3   | 45,3  | 35,7   | 63,6 | 9,00    | 0,70    | 0,90   | 1,80   | 16,20  |
| 2012-2013 | Kolossos Rodou BC (HEBA A1)      | 4      | 1      | 8,5    | 8,3   | 20,0   | 0,0  | 1,25    | 0,00    | 0,25   | 0,25   | 0,75   |
| 2015-2016 | C.B. Tarragona 2017 (LEB Silver) | 30     | 27     | 29,4   | 45,5  | 34,6   | 74,2 | 6,77    | 0,90    | 1,20   | 1,07   | 17,47  |

## Clubs successifs
- 2008-2012 :  Rams de Rhode Island (NCAA)
- 2012-2013 :
  -  AEL Limassol (Division A)
  -  Kolossos Rhodes (HEBA A1)
- 2013-2014 :
  -  Warriors de Santa Cruz (D-League)
  -  Skyforce de Sioux Falls (D-League)
- 2015-2016 :  CB Tarragone (LEB Silver)
- depuis 2016 :  BC Gries-Oberhoffen (Nationale 1)